# Sender Obervinschgau
Der Sender Obervinschgau ist ein Grundnetzsender der Rundfunk-Anstalt Südtirol auf dem Großmontoni. Die Sendeanlage versorgt den oberen Vinschgau. Sie wird von der RAI, mehreren privaten Hörfunksendern, Carabinieri, Zivilschutz, Brennercom, Eolo, Konverto und Mobilfunkanbietern mitgenutzt.

## Frequenzen und Programme

### Analoger Hörfunk (UKW)
Auf UKW werden folgende Programme ausgestrahlt:
| Frequenz (MHz) | Programm              | RDS PS            | RDS PI | Regionalisierung | ERP (kW) | Antennendiagramm rund (ND)/gerichtet (D) | Polarisation horizontal (H)/vertikal (V)/gemischt (M) |
| -------------- | --------------------- | ----------------- | ------ | ---------------- | -------- | ---------------------------------------- | ----------------------------------------------------- |
| 88,2           | RAI Radio 1           | *Radio1_          | 5201   | Alto Adige       | 1,3      | D                                        | M                                                     |
| 91,0           | RAI Radio 2           | *Radio2_          | 5202   | −                | 1,3      | D                                        | M                                                     |
| 95,3           | RAI Radio 3           | *Radio3_          | 5203   | –                | 1,3      | D                                        | M                                                     |
| 98,9           | Radio Maria Südtirol  | R._MARIA          | 5FCD   | –                | 1        | D                                        | H                                                     |
| 99,8           | Rai Südtirol          | Rai_Sued          | 5404   | −                | 1,3      | D                                        | M                                                     |
| 100,2          | Südtirol 1            | S-TIROL1          | 5F51   | –                | 0,4      | D                                        | H                                                     |
| 100,5          | RAS Hitradio Ö3       | RAS_OE_3          | A203   | –                | 0,5      | D                                        | H                                                     |
| 100,8          | RAS – Radio Rumantsch | RAS_RR__          | 43A1   | –                | 0,5      | D                                        | H                                                     |
| 103,5          | RAS Ö2 Tirol          | RAS_____/ORFTirol | AA0A   | –                | 0,5      | D                                        | H                                                     |
| 103,8          | Radio 2000            | Radio___          | 5F1F   | –                | 0,5      | D                                        | H                                                     |
| 105,3          | Radio Tirol           | R.Tirol_          | 5146   | –                | 0,32     | D                                        | H                                                     |
| 105.9          | Radio Grüne Welle     | R_G_W___          | 5F37   | –                | 0,64     | D                                        | M                                                     |
| 106,2          | RAS Ö1                | RAS_OE_1          | A201   | –                | 0,5      | D                                        | H                                                     |
| 106,5          | NBC Rete Regione      | RETE_NBC          | 5F42   | –                | 0,32     | D                                        | H                                                     |

### Digitales Radio (DAB+)
n DAB/DAB+ werden folgende Programme ausgestrahlt:
| Block          | Programme | ERP (in kW) | Antennen- diagramm rund (ND), gerichtet (D) | Gleichwellennetz (SFN) |
| -------------- | --- | ----------- | ------------------------------------------- | --- |
| 10B RAS1-DAB   | - Rai Radio 1 TAA - Rai Radio 2 TAA - Rai Radio 3 - Rai Südtirol - Bayern 3 - BR-Klassik - BR24 - Deutschlandfunk Kultur - Die Maus - Radio Swiss Classic - Radio Swiss Pop                                                                                              | 1           | V                                           | - Südtirol: Aberstückl, Abtei, Antholz Mittertal, Barbian (Lajen), Brenner, Brixen (Plose), Eggental (Rauth), Enneberg, Franzensfeste (Mittewald), Freienfeld, Graun im Vinschgau, Grödnertal, Grödner Joch (Wolkenstein), Gsies, Hühnerspiel, Kardaun, Kastelruth, Kematen (Pfitscher Tal), Kronplatz, Kurzras, Lüsen (Oberhaus-Hof), Luttach, Mals, Melag (Pratzen), Meran (Mut), Meransen, Moos in Passeier, Mühlwald, Neumarkt (Laag), Obervinschgau, Pens (Hohe Scheibe), Pfelders (Passeiertal), Pfunders, Pragser Tal, Prettau, Proveis, Ratschings, Rein in Taufers, Ritten, Sarnthein, Schlinig, Seis (St. Konstantin), St. Gertraud, St. Leonhard in Passeier, St. Martin im Kofel, St. Pankraz, Sterzing (Rosskopf), Sulden, Toblach (Scheibeneck), Unser Frau in Schnals, Welschellen, Wengen - Trentino: Penegal, Paganella |
| 10C DABMEDIA   | - Radio 2000 - 80 DAB - Radio Gherdëina Dolomites - Radio Edelweiss - Radio Grüne Welle - Radio Sacra Famiglia - Radio Tirol - Südtirol 1 - Radio Dolomiti - ERF Südtirol - StadtRadio Meran - Radio Maria Südtirol - Radio Holiday - Die Antenne - Radio Italia Anni 60 | 1           | V                                           | - Südtirol: Aberstückl, Abtei, Antholz Mittertal, Barbian (Lajen), Brenner, Brixen (Plose), Enneberg, Franzensfeste (Mittewald), Freienfeld, Graun im Vinschgau, Grödnertal, Grödner Joch (Wolkenstein), Gsies, Hühnerspiel, Kardaun, Kastelruth, Kematen (Pfitscher Tal), Kronplatz, Kurzras, Lüsen (Oberhaus-Hof), Luttach, Mals, Melag (Pratzen), Meran (Mut), Meransen, Moos in Passeier, Mühlwald, Neumarkt, Obervinschgau, Pens (Hohe Scheibe), Pfelders (Passeiertal), Pfunders, Pragser Tal, Prettau, Proveis, Ratschings, Rein in Taufers, Ritten, Sarnthein, Schlinig, Seis (St. Konstantin), St. Gertraud, St. Leonhard in Passeier, St. Martin im Kofel, St. Pankraz, Sterzing (Rosskopf), Sulden, Toblach (Scheibeneck), Unser Frau in Schnals, Welschellen, Wengen - Trentino: Penegal, Paganella                          |
| 10D RAS2-DAB   | - Ö1 - ORF Tirol - Ö3 - FM4 - Bayern 1 OBB - Bayern 2 - BR Heimat - Deutschlandfunk Nova - Radio Rumantsch - Rete Due - Radio Swiss Jazz | 1           | V                                           | - Südtirol: Aberstückl, Abtei, Antholz Mittertal, Barbian (Lajen), Brenner, Brixen (Plose), Eggental (Rauth), Enneberg, Franzensfeste (Mittewald), Freienfeld, Graun im Vinschgau, Grödnertal, Grödner Joch (Wolkenstein), Gsies, Hühnerspiel, Kardaun, Kastelruth, Kematen (Pfitscher Tal), Kronplatz, Kurzras, Lüsen (Oberhaus-Hof), Luttach, Mals, Melag (Pratzen), Meran (Mut), Meransen, Moos in Passeier, Mühlwald, Neumarkt (Laag), Obervinschgau, Pens (Hohe Scheibe), Pfelders (Passeiertal), Pfunders, Pragser Tal, Prettau, Proveis, Ratschings, Rein in Taufers, Ritten, Sarnthein, Schlinig, Seis (St. Konstantin), St. Gertraud, St. Leonhard in Passeier, St. Martin im Kofel, St. Pankraz, Sterzing (Rosskopf), Sulden, Toblach (Scheibeneck), Unser Frau in Schnals, Welschellen, Wengen - Trentino: Penegal, Paganella |
| 12B DAB Italia | - Radio Radicale - RR News - R101 - Deejay - Capital - Capital Funky - Deejay 30 Songs - M DUE O - M DUE O DANCE - Radio 24 - *RDS* - *RDS* Relax - Radio Maria - RMALB.IA - Radio 24 +1 - SERIE A con RDS - 105 DAB - ACI Radio                                         | 2           | V                                           | - Südtirol: Toblach (Scheibeneck), Kronplatz, Obervinschgau (Montoni), Grödner Joch (Wolkenstein) - Sondrio: Valdisotto (Madonna di Oga), San Giacomo Filippo (Cigolino), Albosaggia (Frazione Moia) |

### Digitales Fernsehen (DVB-T)
| Kanal | Multiplex | ERP (kW) | Polarisation horizontal (H)/vertikal (V) |
| ----- | --------- | -------- | ---------------------------------------- |
| E21   | #RAS1     | 0,2      | H                                        |
| E30   | #Rai MR02 | 0,05     | H                                        |
| E34   | #RAS2     | 0,2      | H                                        |
| E35   | #RAS3     | 0,2      | H                                        |

### Analoges Fernsehen (PAL)
Bis zur Umstellung auf DVB-T wurden folgende Programme übertragen:
| Kanal | Programm         | ERP (kW) | Sendediagramm rund (ND)/ gerichtet (D) | Polarisation horizontal (H)/ vertikal (V) |
| ----- | ---------------- | -------- | -------------------------------------- | ----------------------------------------- |
| I-G   | Rai 1            | 0,1      | D                                      | H                                         |
| E25   | Rai 2            | 0,45     | D                                      | H                                         |
| E35   | Rai Sender Bozen | 0,45     | D                                      | H                                         |
| E47   | ORF1             | 0,45     | D                                      | H                                         |
| E51   | ZDF              | 0,45     | D                                      | H                                         |
| E55   | ORF2 (Tirol)     | 0,45     | D                                      | H                                         |
| E57   | SF1              | 0,45     | D                                      | H                                         |
| E66   | Rai 3            | 0,45     | D                                      | H                                         |